# 拉多希夫卡 (舒姆西克區)
49°59′33″N 26°7′29″E / 49.99250°N 26.12472°E

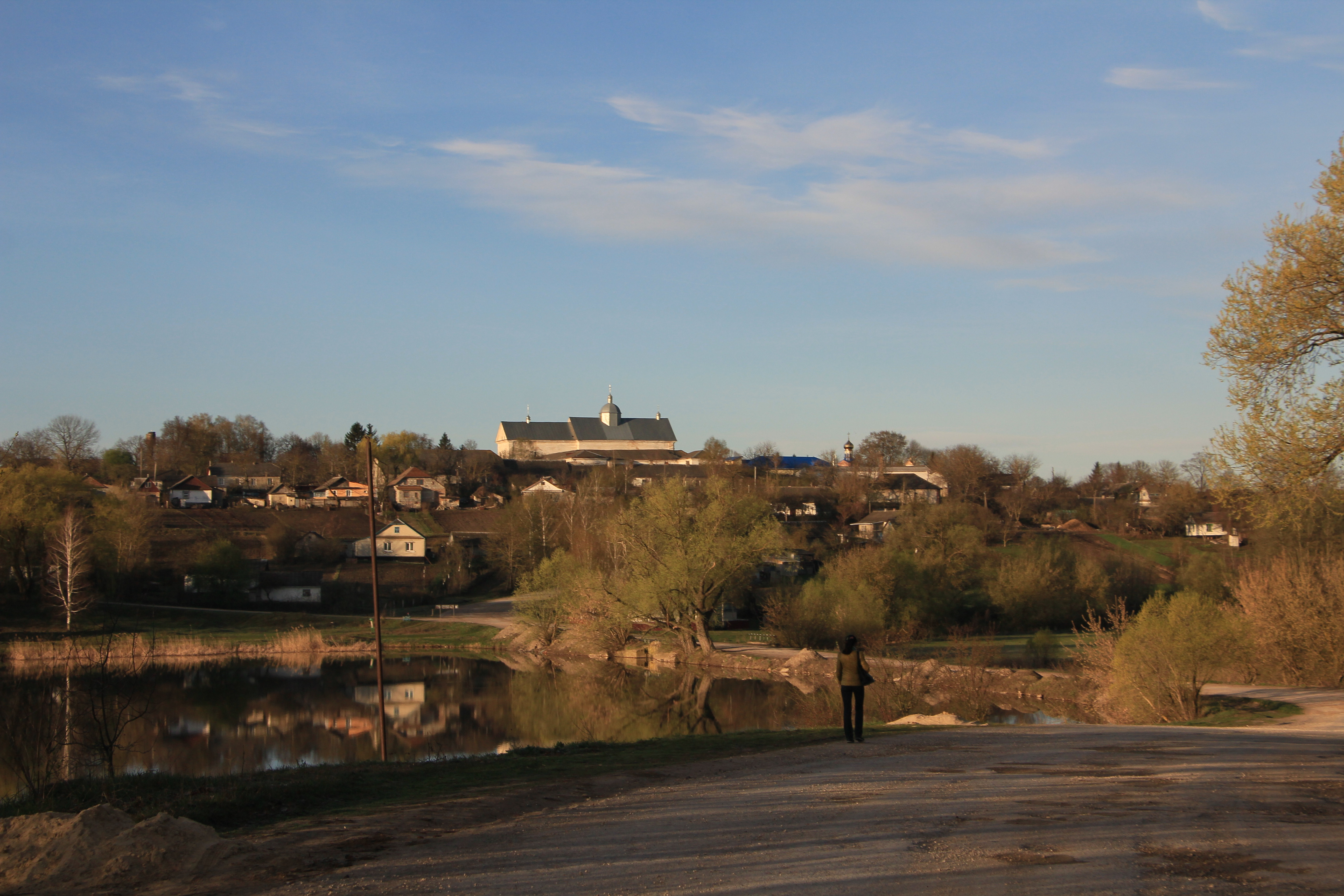

拉多希夫卡（烏克蘭語：Радошівка）是位於烏克蘭西部特諾皮爾州裏克列梅涅茨區的村莊，始建於1520年，面積1.74平方公里，2001年人口428，人口密度每平方公里246.4人。